# Associazione problemistica italiana
L'Associazione problemistica italiana (API) è un'organizzazione scacchistica che ha gestito il movimento problemistico italiano e, dal 1977 al 1987, ha organizzato il Campionato italiano API di soluzione.
Fondata a Milano nel 1958, ha avuto Giuseppe Brogi come primo segretario e la rivista L'Italia Scacchistica come organo ufficiale. Ricostituita al Congresso di Bologna nell'ottobre 1965 con il segretario Gino Mentasti, ha avuto come organo ufficiale la rivista "L'Italia Scacchistica" fino all'ottobre 1966 e quindi "Sinfonie Scacchistiche", nota rivista all'interno del problemismo italiano.
L'associazione è riconosciuta dalla Commissione permanente per le composizioni della FIDE e, quindi, dalla Federazione scacchistica italiana.
Tramite un proprio sistema di valutazione basato sull'ottenimento di norme (denominato sistema PReMO), l'Associazione inoltre assegna ai compositori di nazionalità italiana i titoli Classe Nazionale, Candidato Maestro Nazionale per la composizione, e Maestro Nazionale per la composizione.

## Finalità dell'Associazione
1. Riunire tutti gli appassionati che si interessano di problemi e di finali di scacchi;
2. incoraggiare lo studio dell'arte della composizione dei problemi e dei finali di scacchi e la pratica della soluzione di tali problemi e finali;
3. organizzare concorsi di composizione, gare di soluzione e comporre regole e condizioni per la loro condotta e direzione;
4. avviare e mantenere rapporti con associazioni estere aventi uguali finalità;
5. costituire, mediante donazioni e acquisti, una biblioteca i cui volumi potranno essere dati in prestito ai soci;
6. raccogliere possibilmente in volumi le più significative composizioni di autori italiani;
7. indire ogni altra manifestazione intesa a diffondere la conoscenza del problema e del finale di scacchi.[2]

## Albo d'oro Campionato italiano API di soluzione
- 1977 Romolo Ravarini
- 1978 Oscar Bonivento
- 1979 Antonio Garofalo e Rodolfo Riva (ex aequo)
- 1980 Oscar Bonivento
- 1981 Rodolfo Riva
- 1982 Doris Alan Battiston
- 1983 Romolo Ravarini
- 1984 Saverio C'è
- 1986 Ralf Beinhorn
- 1987 Stefanos Pantazis